# Street Hop
Street Hop è il quarto album in studio del rapper statunitense Royce da 5'9", pubblicato nel 2009.

## Tracce
1. Gun Harmonizing (featuring Crooked I) – 4:15
2. Count for Nothing – 3:31
3. Soldier (featuring Kid Vishis & Iyana Dean) – 3:43
4. Something 2 Ride 2 (featuring Phonte) – 3:49
5. Dinner Time (featuring Busta Rhymes) – 3:08
6. Far Away – 2:54
7. The Warriors (featuring Slaughterhouse & Melanie Rutherford) – 5:05
8. ...A Brief Intermission (skit) – 0:37
9. New Money – 3:05
10. Shake This – 4:21
11. Gangsta (featuring Trick-Trick) – 3:55
12. Mine in Thiz (featuring Mr. Porter) – 3:15
13. Street Hop 2010 – 2:47
14. Thing for Your Girlfriend (featuring K-Young) – 4:26
15. On the Run – 4:25
16. Murder – 4:38
17. Bad Boy (featuring Jungle Rock Jr.) – 4:05
18. Part of Me – 4:21
19. Hood Love (featuring Bun B & Joell Ortiz) – 3:50